# بيفرلي أفاغلو
بيفرلي أفاغلو (بالإنجليزية: Beverly Afaglo)‏، هي مُمثلة ومُقدمة برامج غانية.

## أفلامها
- About to Wed
- قضية شمالية (2014)
- اللعبة (2010)
- سايدشيك غانغ (2017)

## الجوائز والترشيحات
| السنة | الجائزة                               | حفل توزيع الجوائز                  | المُستلم | النتيجة | مراجع |
| ----- | ------------------------------------- | ---------------------------------- | ------- | ------- | ----- |
| 2010  | أفضل مُمثلة في دور مُساعد (بالإنجليزية) | جوائز أفلام غانا                   | نفسها   | رُشِّح     |       |
| 2010  | أفضل مُمثلة في فيلم كوميدي             | حفل توزيع جوائز تيراكوتا (نيجيريا) | نفسها   | فوز     | [ 2 ] |

## روابط خارجية
بيفرلي أفاغلو على موقع IMDb (الإنجليزية)